# Métrolinie 8 (Paris)
| Karte |                      |                                                |                                       |
| Streckenlänge: | 23,4 km              |                                                |                                       |
| Spurweite: | 1435 mm (Normalspur) |                                                |                                       |
| |                      |                                                |                                       |
| Eröffnung: | 1913                 |                                                |                                       |
| Fahrgäste (täglich): | 244.000              |                                                |                                       |
| Stationen: | 38                   |                                                |                                       |
| \| \| \| Wende- und Abstellgleise \| \| \| \| \| Balard \| \| \| \| \| Lourmel \| \| \| \| \| Betriebshof Javel \| \| \| \| \| Boucicaut \| \| \| \| \| Félix Faure \| \| \| \| \| Commerce \| \| \| \| \| Linie 10 \| \| \| \| \| La Motte-Picquet – Grenelle \| \| \| \| \| Verbindungsgleis zur Linie 10 \| \| \| \| \| Champ de Mars (bis 2. September 1939) \| \| \| \| \| École Militaire \| \| \| \| \| La Tour-Maubourg \| \| \| \| \| Verbindungsgleis zur Linie 13 \| \| \| \| \| Invalides \| \| \| \| \| ehem. Verbindungsgleis zur Linie 13 \| \| \| \| \| Seine \| \| \| \| \| Verbindungsgleis zur Linie 1 \| \| \| \| \| Concorde \| \| \| \| \| Madeleine \| \| \| \| \| Opéra \| \| \| \| \| Richelieu – Drouot \| \| \| \| \| Linie 9 \| \| \| \| \| Grands Boulevards \| \| \| \| \| Bonne Nouvelle \| \| \| \| \| Strasbourg – Saint-Denis \| \| \| \| \| Saint-Martin (5. Mai 1931 – 2. September 1939) \| \| \| \| \| Verbindungsgleis zur Linie 5 \| \| \| \| \| Verbindungsgleis zur Linie 9 \| \| \| \| \| République \| \| \| \| \| Linie 9 \| \| \| \| \| Filles du Calvaire \| \| \| \| \| Saint-Sébastien – Froissart \| \| \| \| \| Chemin Vert \| \| \| \| \| Bastille \| \| \| \| \| Ledru-Rollin \| \| \| \| \| Faidherbe – Chaligny \| \| \| \| \| Reuilly – Diderot \| \| \| \| \| RER A \| \| \| \| \| Montgallet \| \| \| \| \| Verbindungsgleis zur Linie 6 \| \| \| \| \| Daumesnil \| \| \| \| \| Michel Bizot \| \| \| \| \| Petite Ceinture \| \| \| \| \| Porte Dorée \| \| \| \| \| Porte de Charenton \| \| \| \| \| Wende- und Abstellgleise \| \| \| \| \| Liberté \| \| \| \| \| Charenton – Écoles \| \| \| \| \| \| \| \| \| \| Marne \| \| \| \| \| \| \| \| \| \| École vétérinaire de Maisons-Alfort \| \| \| \| \| Maisons-Alfort – Stade \| \| \| \| \| Maisons-Alfort – Les Juilliottes \| \| \| \| \| \| \| \| \| \| Créteil – L’Échat \| \| \| \| \| Créteil – Université \| \| \| \| \| Créteil – Préfecture \| \| \| \| \| Pointe du Lac \| \| \| \| \| Betriebshof Créteil \| \| |                      |                                                |                                       |
| U-Bahn-Betriebsstelle Streckenanfang (im Tunnel) |                      | Wende- und Abstellgleise                       | Wende- und Abstellgleise              |
| U-Bahn-Bahnhof (im Tunnel) |                      | Balard                                         | Balard                                |
| U-Bahn-Haltepunkt / Haltestelle (im Tunnel) |                      | Lourmel                                        | Lourmel                               |
| U-Bahn-Betriebs-/Güterbahnhof Streckenanfang und quer (im Tunnel) · U-Bahn-Abzweig geradeaus und nach rechts (im Tunnel) |                      | Betriebshof Javel                              | Betriebshof Javel                     |
| U-Bahn-Haltepunkt / Haltestelle (im Tunnel) |                      | Boucicaut                                      | Boucicaut                             |
| U-Bahn-Haltepunkt / Haltestelle (im Tunnel) |                      | Félix Faure                                    | Félix Faure                           |
| U-Bahn-Haltepunkt / Haltestelle (im Tunnel) |                      | Commerce                                       | Commerce                              |
| U-Bahn-Strecke von links (im Tunnel) · U-Bahn-Kreuzung mit Tunnelstrecke (im Tunnel) |                      | Linie 10                                       | Linie 10                              |
| |                      | La Motte-Picquet – Grenelle                    |                                       |
| U-Bahn-Abzweig nach links und nach rechts (im Tunnel) · U-Bahn-Abzweig geradeaus und von rechts (im Tunnel) |                      | Verbindungsgleis zur Linie 10                  | Verbindungsgleis zur Linie 10         |
| ehemaliger U-Bahn-Haltepunkt / Haltestelle (im Tunnel) |                      | Champ de Mars (bis 2. September 1939)          | Champ de Mars (bis 2. September 1939) |
| U-Bahn-Haltepunkt / Haltestelle (im Tunnel) |                      | École Militaire                                | École Militaire                       |
| U-Bahn-Haltepunkt / Haltestelle (im Tunnel) |                      | La Tour-Maubourg                               | La Tour-Maubourg                      |
| U-Bahn-Abzweig geradeaus und nach links (im Tunnel) |                      | Verbindungsgleis zur Linie 13                  | Verbindungsgleis zur Linie 13         |
| U-Bahn-Bahnhof (im Tunnel) |                      | Invalides                                      | Invalides                             |
| U-Bahn-Abzweig geradeaus und ehemals von rechts (im Tunnel) |                      | ehem. Verbindungsgleis zur Linie 13            | ehem. Verbindungsgleis zur Linie 13   |
| |                      | Seine                                          |                                       |
| U-Bahn-Abzweig geradeaus und von links (im Tunnel) |                      | Verbindungsgleis zur Linie 1                   | Verbindungsgleis zur Linie 1          |
| U-Bahn-Bahnhof (im Tunnel) |                      | Concorde                                       | Concorde                              |
| U-Bahn-Bahnhof (im Tunnel) |                      | Madeleine                                      | Madeleine                             |
| U-Bahn-Bahnhof (im Tunnel) |                      | Opéra                                          | Opéra                                 |
| U-Bahn-Bahnhof (im Tunnel) |                      | Richelieu – Drouot                             | Richelieu – Drouot                    |
| U-Bahn-Strecke von links (im Tunnel) · U-Bahn-Kreuzung mit Tunnelstrecke (im Tunnel) |                      | Linie 9                                        | Linie 9                               |
| |                      | Grands Boulevards                              |                                       |
| |                      | Bonne Nouvelle                                 |                                       |
| |                      | Strasbourg – Saint-Denis                       |                                       |
| |                      | Saint-Martin (5. Mai 1931 – 2. September 1939) |                                       |
| U-Bahn-Strecke (im Tunnel) · U-Bahn-Abzweig geradeaus und nach links (im Tunnel) |                      | Verbindungsgleis zur Linie 5                   | Verbindungsgleis zur Linie 5          |
| U-Bahn-Abzweig geradeaus und nach links (im Tunnel) · U-Bahn-Abzweig geradeaus und von rechts (im Tunnel) |                      | Verbindungsgleis zur Linie 9                   | Verbindungsgleis zur Linie 9          |
| |                      | République                                     |                                       |
| U-Bahn-Strecke nach links (im Tunnel) · U-Bahn-Kreuzung mit Tunnelstrecke (im Tunnel) |                      | Linie 9                                        | Linie 9                               |
| U-Bahn-Haltepunkt / Haltestelle (im Tunnel) |                      | Filles du Calvaire                             | Filles du Calvaire                    |
| U-Bahn-Haltepunkt / Haltestelle (im Tunnel) |                      | Saint-Sébastien – Froissart                    | Saint-Sébastien – Froissart           |
| U-Bahn-Haltepunkt / Haltestelle (im Tunnel) |                      | Chemin Vert                                    | Chemin Vert                           |
| U-Bahn-Bahnhof (im Tunnel) |                      | Bastille                                       | Bastille                              |
| U-Bahn-Haltepunkt / Haltestelle (im Tunnel) |                      | Ledru-Rollin                                   | Ledru-Rollin                          |
| U-Bahn-Haltepunkt / Haltestelle (im Tunnel) |                      | Faidherbe – Chaligny                           | Faidherbe – Chaligny                  |
| U-Bahn-Bahnhof (im Tunnel) |                      | Reuilly – Diderot                              | Reuilly – Diderot                     |
| Kreuzung mit Tunnelstrecke und quer (im Tunnel) |                      | RER A                                          | RER A                                 |
| U-Bahn-Haltepunkt / Haltestelle (im Tunnel) |                      | Montgallet                                     | Montgallet                            |
| U-Bahn-Abzweig geradeaus und nach links (im Tunnel) |                      | Verbindungsgleis zur Linie 6                   | Verbindungsgleis zur Linie 6          |
| U-Bahn-Bahnhof (im Tunnel) |                      | Daumesnil                                      | Daumesnil                             |
| U-Bahn-Haltepunkt / Haltestelle (im Tunnel) |                      | Michel Bizot                                   | Michel Bizot                          |
| U-Bahn-Kreuzung (im Tunnel) |                      | Petite Ceinture                                | Petite Ceinture                       |
| U-Bahn-Haltepunkt / Haltestelle (im Tunnel) |                      | Porte Dorée                                    | Porte Dorée                           |
| U-Bahn-Haltepunkt / Haltestelle (im Tunnel) |                      | Porte de Charenton                             | Porte de Charenton                    |
| U-Bahn-Blockstelle (im Tunnel) |                      | Wende- und Abstellgleise                       | Wende- und Abstellgleise              |
| U-Bahn-Haltepunkt / Haltestelle (im Tunnel) |                      | Liberté                                        | Liberté                               |
| U-Bahn-Haltepunkt / Haltestelle (im Tunnel) |                      | Charenton – Écoles                             | Charenton – Écoles                    |
| U-Bahn-Tunnelende |                      |                                                |                                       |
| U-Bahn-Brücke über Wasserlauf |                      | Marne                                          | Marne                                 |
| U-Bahn-Tunnelanfang |                      |                                                |                                       |
| U-Bahn-Haltepunkt / Haltestelle (im Tunnel) |                      | École vétérinaire de Maisons-Alfort            | École vétérinaire de Maisons-Alfort   |
| U-Bahn-Haltepunkt / Haltestelle (im Tunnel) |                      | Maisons-Alfort – Stade                         | Maisons-Alfort – Stade                |
| U-Bahn-Haltepunkt / Haltestelle (im Tunnel) |                      | Maisons-Alfort – Les Juilliottes               | Maisons-Alfort – Les Juilliottes      |
| U-Bahn-Tunnelende |                      |                                                |                                       |
| U-Bahn-Haltepunkt / Haltestelle |                      | Créteil – L’Échat                              | Créteil – L’Échat                     |
| U-Bahn-Haltepunkt / Haltestelle |                      | Créteil – Université                           | Créteil – Université                  |
| U-Bahn-Haltepunkt / Haltestelle |                      | Créteil – Préfecture                           | Créteil – Préfecture                  |
| U-Bahn-Bahnhof |                      | Pointe du Lac                                  | Pointe du Lac                         |
| U-Bahn-Betriebs-/Güterbahnhof Streckenende |                      | Betriebshof Créteil                            | Betriebshof Créteil                   |

Die Linie 8 der Pariser Métro verbindet die Stationen Balard im Südwesten und Pointe du Lac im Südosten von Paris. Sie ist die Linie des Pariser Metronetzes mit der größten Streckenlänge zwischen den beiden Endstationen. Nur die Linie 13 ist länger, diese besitzt allerdings zwei Äste. Mit der Linie 8 können zehn der zwanzig Pariser Arrondissements, sowie die Gemeinden Charenton-le-Pont, Maisons-Alfort und Créteil erreicht werden. Mit der Verlängerung bis Créteil fuhr zum ersten Mal eine Pariser Métrolinie bis in den Hauptort eines Départements außerhalb von Paris.

## Geschichte

### Baugeschichte

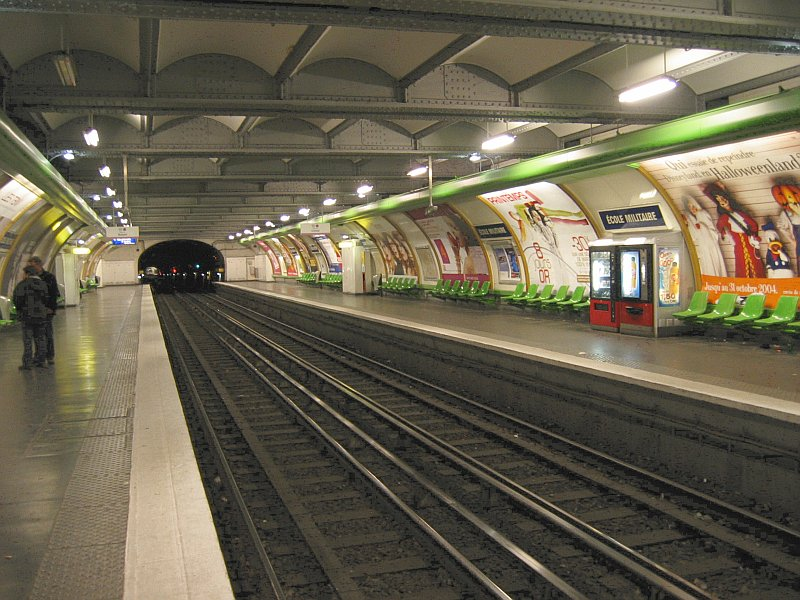
Bahnhof École Militaire der Linie 8

Linie 8 ist die letzte, die nach der Konzession von 1898 gebaut wurde, sie sollte von der Opéra zum Porte d’Auteuil führen. 1910 wurde ein Zweig zum Porte de Sèvres beschlossen (heute Balard). Auf dieser Linie finden sich zwei Stationstypen; solche mit Metall-Abdeckelung und solche in Tunnel-Bauweise.
Die Station Opéra, an der sich 3 Métro-Linien kreuzen, wurde bereits beim Bau der Linie 3 komplett errichtet. Die Bauarbeiten unter den Brücken Concorde und Invalides benötigten 3 Jahre, da man hier in offener Tunnelbauweise arbeiten musste, die Rampen zu diesem Stück weisen Steigungen von bis zu 40 ‰ auf.
Am 13. Juli 1913 wurde der erste Abschnitt der Linie 8 von der Opéra zur Station Beaugrenelle (heute Charles Michels) eröffnet, letztere gehört heute zur Linie 10. Am 30. September des gleichen Jahres kam die Verlängerung zur Station Porte d’Auteuil hinzu.
Die Station La Motte-Picquet – Grenelle wurde von Anfang an dreigleisig gebaut, da man dort einen späteren Abzweig zum Place Balard plante. Südlich der Station, unter der Rue du Commerce, hatte man für beide Linienstämme zu wenig Platz nebeneinander (Straße ist nur 12 Meter breit), man behalf sich mit Gleisen auf 2 Etagen. Ganz in der Nähe der Station La Motte-Picquet – Grenelle liegt die heute geschlossene Station Champ de Mars. Sie wurde 1939 geschlossen und nach dem Krieg nicht wiedereröffnet; der zu kurze Abstand von nur 100 Metern zum nächsten Bahnhof rechtfertigte dies. (Eine Beschreibung des Auteuil-Astes findet sich hier.)
1922 wurde die Entscheidung zur Verlängerung gefällt: Die Linie 8 sollte als parabolische Achse von Auteuil über Opéra, République und Bastille zur Porte Dorée laufen.
Am 30. Juni 1928 wurde der erste Abschnitt dieser Verlängerung in Betrieb genommen, von der Opéra Richtung Osten zur Station Richelieu-Drouot. Hier beginnt der baulich äußerst interessante Abschnitt, auf dem die Linien 8 und 9 übereinander laufen. Dieser Abschnitt erstreckt sich über mehrere Stationen hinweg, an der (heute geschlossenen) Station Saint-Martin erreichen beide Linien ein gemeinsames Niveau, um danach in das komplexe Bahnhofsgebilde République zu münden. Hier treffen sich fünf Linien (3, 5, 8, 9 und 11).
Die Station Saint-Martin wurde gleich zweimal geschlossen: Das erste Mal 1939 zum Ausbruch des Zweiten Weltkrieges (1945 wiedereröffnet), Anfang der fünfziger Jahre erneut, da sie zu nah an der Station Strasbourg Saint-Denis liegt. Am 5. Mai 1931 wurde die Verlängerung zum Porte de Charenton in Betrieb genommen.

#### Umgestaltung des Streckennetzes im Südwesten

Streckenänderungen im Jahr 1937

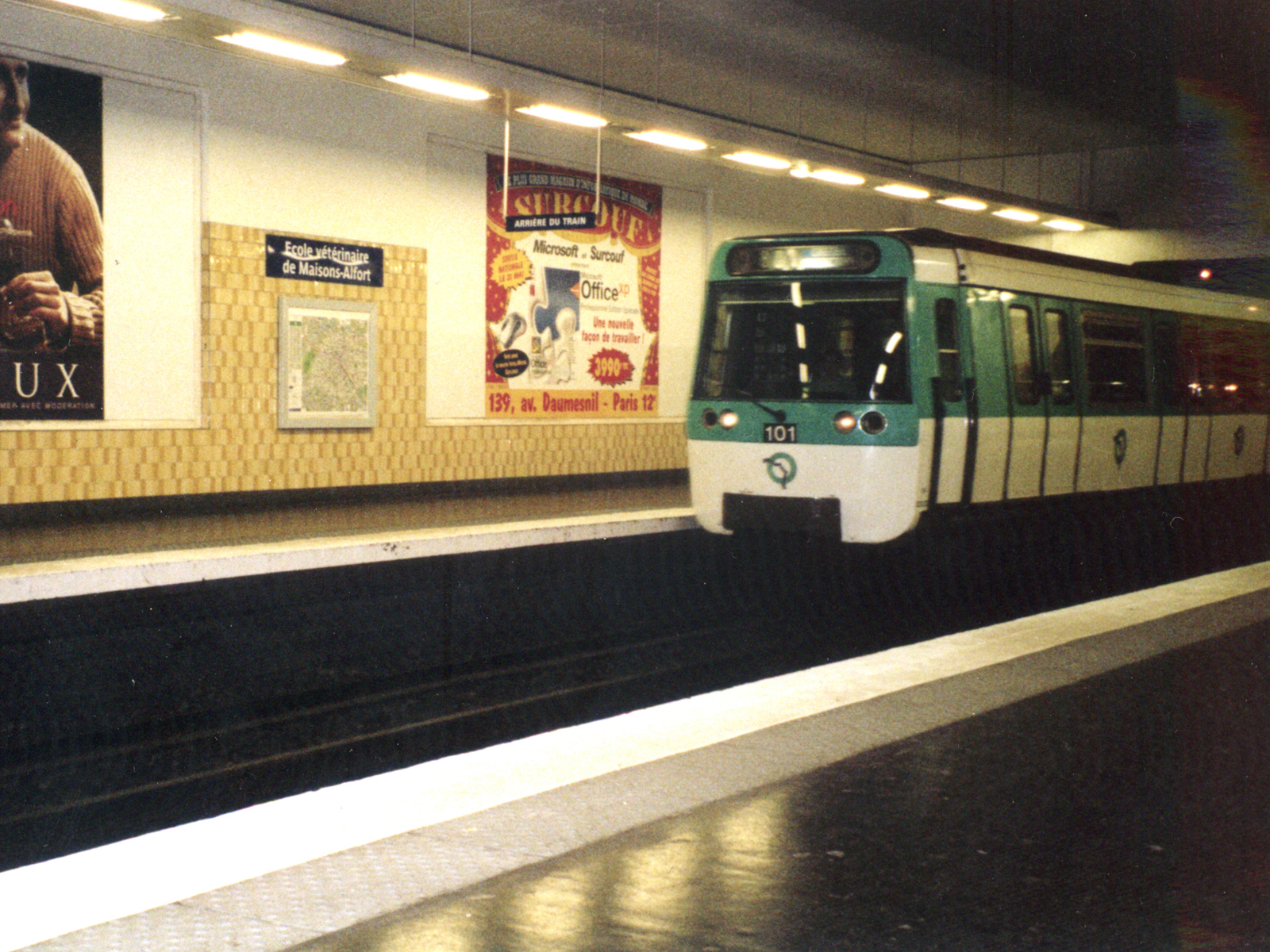
Bahnhof Ecole vétérinaire de Maisons-Alfort mit einfahrendem Zug des Typs MF77

1937 kam es zur Umgestaltung des Métro-Netzes im Südwesten von Paris: Am 27. Juli wurde ein neuer Ast der 8 in Betrieb genommen, von La Motte-Picquet – Grenelle zur Station Balard. Der Auteuil-Ast wurde hingegen der Linie 10 zugeschlagen, die die Station La Motte-Picquet – Grenelle über eine neue Trasse von Duroc her erreichte.

#### Verlängerung der Linie 8 im Südosten

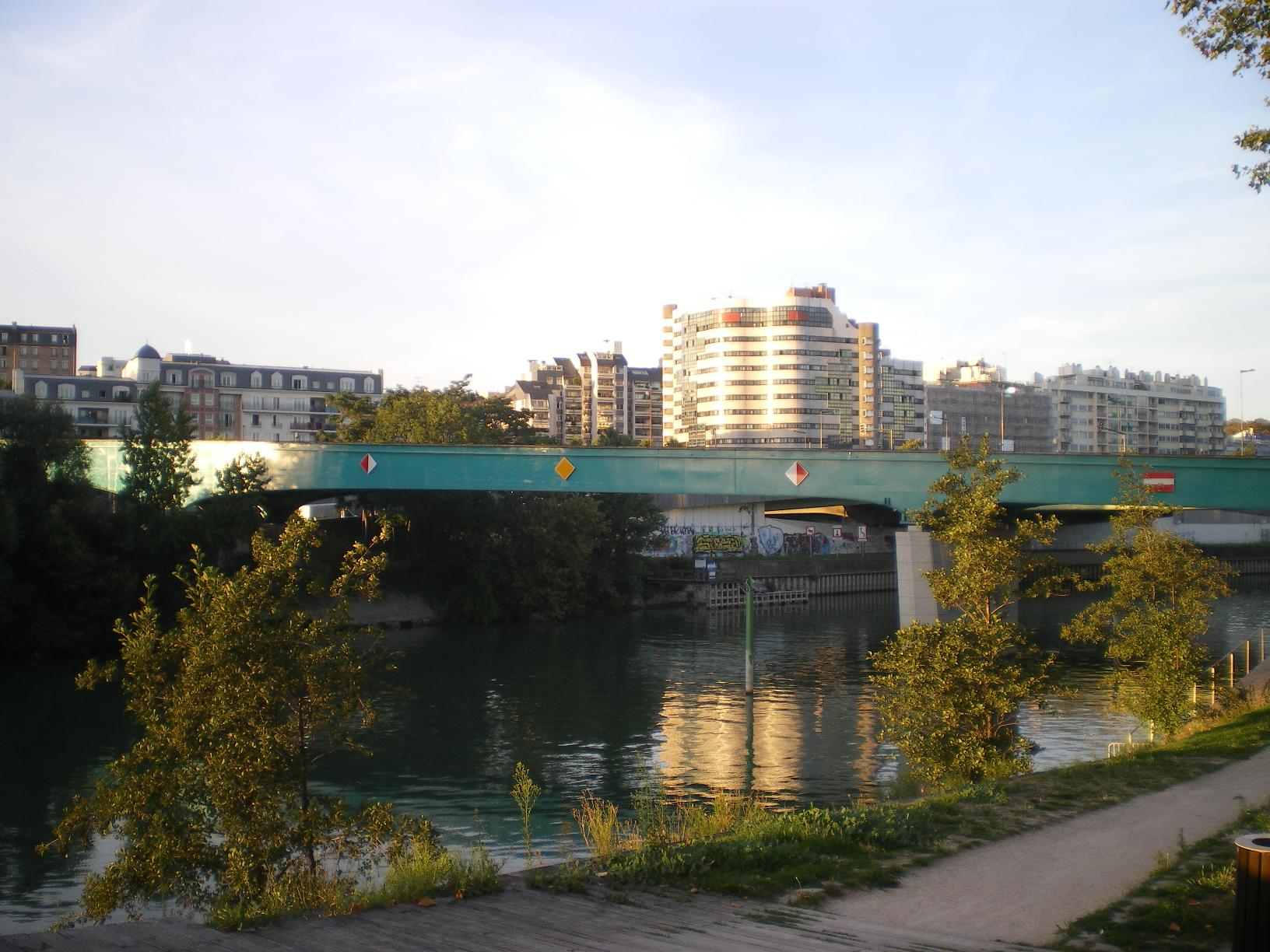
Marnebrücke nach der Renovierung im Jahr 2013

Alle weiteren Erweiterungen betrafen den östlichen Teil der Linie: 5. Oktober 1942 vom Porte de Charenton zur Station Charenton-Écoles. In den siebziger Jahren ging es weiter: Charenton-Écoles – Maisons-Alfort Stade am 19. September 1970, Maisons-Alfort Stade – Maisons-Alfort Les Juilliottes am 27. April 1972, Maisons-Alfort Les Juilliottes – Créteil l’Échat am 26. September 1973 und Créteil l’Échat – Créteil Prefecture am 10. September 1974. Am 8. Oktober 2011 wurde die Linie um eine Station bis Pointe du Lac verlängert.
Insgesamt verlaufen 4,1 km der Strecke oberirdisch. Diese liegen alle im südöstlichen Bereich. Auch die Querung der Marne zwischen den Stationen Charenton – Écoles und École vétérinaire de Maisons-Alfort erfolgt auf einer Brücke.

### Zweiter Weltkrieg
Als Frankreich am 3. September 1939 Deutschland den Krieg erklärte, wurde neben anderen Linien auch die Linie 8 westlich des U-Bahnhofs République vollkommen geschlossen. Grund war die Einberufung vieler Mitarbeiter der Métro zum Militär. Am 30. September wurde sie auf den Abschnitt Reuilly – Diderot – Porte de Charenton reduziert, zugleich die Strecke zwischen Richelieu – Drouot und Balard wiedereröffnet. Erst am 6. Juli 1940 ging die Linie wieder durchgehend in Betrieb.

### Umbenannte Stationen
Im Lauf der mehr als 100-jährigen Geschichte der Pariser Metro änderte sich die offizielle Bezeichnung einer ganzen Reihe von Stationen. Einige Stationen wurden sogar mehrmals umbenannt. Auf der Linie 8 waren folgende Stationen betroffen:
| heutiger Name                       | seit | frühere(r) Name(n)                 |
| ----------------------------------- | ---- | ---------------------------------- |
| La Motte-Picquet – Grenelle         | 1913 | La Motte-Picquet                   |
| Saint-Sébastien – Froissart         | 1932 | Saint-Sébastien                    |
| École Vétérinaire de Maisons-Alfort | 1996 | Maisons-Alfort – École Vétérinaire |
| Grands Boulevards                   | 1998 | Rue Montmartre                     |

## Technische Neuerungen, Fahrzeuge
1971 wurde eine zentrale Leitstelle PCC eingeführt, fünf Jahre später der (halb-)automatische Zugbetrieb, genannt Pilotage automatique. Seit 2006 ist auf den Bahnhöfen der Linie 8 das Fahrgastinformationssystem SIEL installiert
1975 lösten die Züge der Baureihe MF 67 die alten Sprague-Wagen ab; 1980 wurden diese wiederum durch die Baureihe MF 77 ersetzt.